# Teste qui-quadrado de Pearson

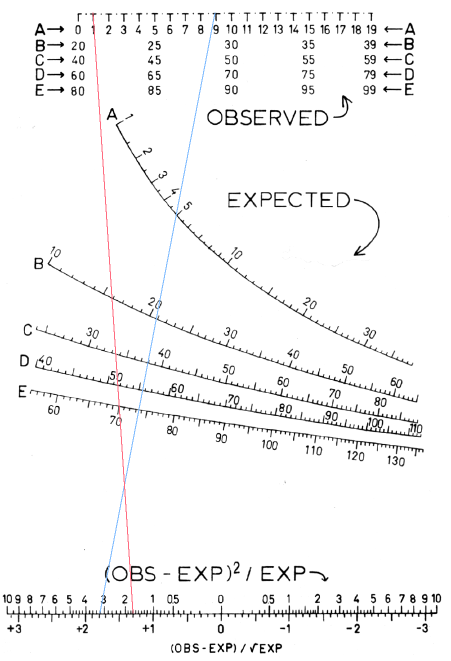
Um nomograma do teste χ^{2}.

O teste qui-quadrado (χ2) de Pearson (ou teste chi-quadrado de Pearson) é um teste estatístico aplicado a dados categóricos para avaliar quão provável é que qualquer diferença observada aconteça ao acaso. É adequado para amostras não pareadas/emparelhadas. Dentre os diversos testes qui-quadrado existentes (por exemplo, a correção de continuidade de Yates, teste da razão da máxima verossimilhança, teste de Portmanteau em séries temporais, etc) é o mais utilizado. Suas propriedades foram primeiramente investigadas por Karl Pearson em 1900. Em contextos onde é importante melhorar uma distinção entre a estatística e sua distribuição, nomes similares ao teste qui-quadrado de Pearson são usados.
Testa-se a hipótese nula afirmando-se que a distribuição de frequências de um certo evento observado em uma amostra é consistente com uma distribuição teórica particular. Os eventos considerados devem ser mutuamente excludentes e devem ter probabilidade total 1. Um caso comum para este teste é quando os eventos cobrem um valor de saída de uma variável categórica. Um simples exemplo é a hipótese de que um dado de 6 lados é "honesto" (isto é, todos os sei possíveis valores - 1, 2, 3, 4, 5 e 6 - são equiprováveis).

## Definição
O teste qui-quadrado de Pearson é usado para avaliar três tipos de comparação: bondade do ajuste (também chamado teste de aderência), homogeneidade e independência.
- Um teste de qualidade do ajuste estabelece se uma distribuição de frequências observadas difere de uma distribuição teórica.
- Um teste de homogeneidade compara a distribuição de contagens para dois ou mais grupos usando a mesma variável categórica (por exemplo, escolha de atividades - faculdades, viagens, empregos - de alunos formados do ensino médio depois de um ano de formados, para ver se o número de alunos escolhendo uma certa atividade tem mudado de classe para classe, ou de década para década).[3]
- Um teste de independência avalia se observações não pareadas em duas variáveis, expressas em uma tabela de contingência, são independentes entre si (por exemplo, respostas de votação de pessoas de diferentes nacionalidade para ver se a nacionalidade de uma pessoa está relacionada com a sua resposta).

Para todos os três testes, o procedimento do teste inclui os seguintes passos:
1. Calcula-se a estatística de teste qui-quadrado {\displaystyle \chi ^{2}}, que se assemelha a uma soma normalizada de desvios quadrados entre frequências observadas e teóricas (veja abaixo).
2. Determina-se os graus de liberdade, {\displaystyle gl}, dessa estatística.
  1. Para o teste de qualidade de ajuste, isso é essencialmente o número de categorias reduzidas pelo número de parâmetros da distribuição ajustada.
  2. Para o teste de homogeneidade, {\displaystyle gl=(Linhas-1)*(Colunas-1)} onde Linhas corresponde ao número de categorias (isto é, linhas em uma tabela de contingência), e Colunas corresponde ao número de grupos independentes (isto é, colunas na tabela de contingência associada).
  3. Para o teste de independência, {\displaystyle gl=(Linhas-1)*(Colunas-1)}, onde nesse caso, Linhas corresponde ao número de categorias em uma variável e Colunas corresponde ao número de categorias na segunda variável.
3. Seleciona-se um nível desejado de confiança (nível de significância, valor-p ou nível alfa) para o resultado do teste.
4. Compara-se a estatística calculada {\displaystyle \chi ^{2}} para o valor crítico da distribuição chi-quadrado com gl graus de liberdade e o nível de confiança selecionado (unicaudal já que o teste tem somente uma direção, isto é, o valor de teste maior que o valor crítico), onde em muitos casos dá uma boa aproximação da distribuição de {\displaystyle \chi ^{2}}.
5. Aceita-se ou não aceita-se a hipótese nula de que a distribuição de frequências observadas é a mesma que a distribuição teórica baseada em se a estatística de testes excede o valor crítico de {\displaystyle \chi ^{2}}. Se o teste excede o valor crítico de {\displaystyle \chi ^{2}}, a hipótese nula (H0 = Não há diferença entre as distribuições) não é aceita, e a hipótese alternativa (H1 = Existe diferença entre as distribuições) pode ser aceita, ambas dependendo do nível de significância.

## Teste de aderência

### Distribuição uniforme discreta
Nesse caso, {\displaystyle N} observações são divididas entre {\displaystyle n} células. Uma simples aplicação é testar a hipótese de que, na população geral, valores podem ocorrer em cada célula com a mesma frequência. A "frequência teórica" para qualquer célula (sob a hipótese nula de distribuição uniforme discreta) é portanto calculada como {\displaystyle E_{i}={\frac {N}{n}}}, e a redução nos graus de liberdade é {\displaystyle p=1}, notavelmente porque as frequências observadas {\displaystyle O_{i}} são restritas a soma até {\displaystyle N}.

### Outras distribuições
Quando testando se observações são variáveis aleatórias cujas distribuições pertencem a uma determinada família de distribuições, as "frequências teóricas" são calculadas usando a distribuição daquela família ajustada em alguma maneira padronizada. A redução nos graus de liberdade é calculada como {\displaystyle p=s+1}, onde {\displaystyle s} é o número de covariadas usadas no ajuste da distribuição. Por exemplo, quando testando uma distribuição tricovariada de Weibull, {\displaystyle p=4}, e quando testando uma distribuição normal (onde os parâmetros são média e desvio padrão), {\displaystyle p=3}, e quando checando uma distribuição de Poisson (onde o parâmetro é o valor esperado), {\displaystyle p=2}. Portanto, haverá {\displaystyle n-p} graus de liberdade, onde {\displaystyle n} é o número de categorias.

### Calculando a estatística de teste
O valor da estatística de teste é
{\displaystyle \chi ^{2}=\sum _{i=1}^{n}{\frac {(O_{i}-E_{i})^{2}}{E_{i}}}=N\sum _{i=1}^{n}{\frac {(O_{i}/N-p_{i})^{2}}{p_{i}}}}
onde
{\displaystyle \chi ^{2}}: Estatística de teste cumulativa de Pearson, que assintoticamente se aproxima da distribuição qui-quadrado;
{\displaystyle O_{i}}: Número de observações do tipo i;
{\displaystyle N}: Número total de observações;
{\displaystyle E_{i}=Np_{i}}: A frequência esperada (teórica)do tipo i, avaliada sob a hipótese nula de que a fração do tipo i na população {\displaystyle p_{i}};
{\displaystyle n}: O número de células na tabela.

## Teste de independência
Nesse caso, uma "observação" consiste dos valores de dois valores de saída e a hipótese nula de que a ocorrência desses valores de saída são estatisticamente independentes. Cada observação é alocada em uma célula de uma tabela bidimensional (chamada tabela de contingência) de acordo com os valores dos dois valores de saída. Se existem {\displaystyle r} linhas e {\displaystyle c} colunas na tabela, a "frequência teórica" para a célula, dada a hipótese nula, é {\displaystyle E_{i}=Np_{i}p_{j}}, onde {\displaystyle N} é o tamanho total da amostra (a soma de todas as células da tabela, {\displaystyle p_{i.}={\frac {O_{i.}}{N}}=\sum _{j=1}^{c}{\frac {O_{ij}}{N}}} é a fração de observações do tipo i ignorando o atributo das colunas (fração dos totais das linhas) e {\displaystyle p_{.j}={\frac {O_{.j}}{N}}=\sum _{i=1}^{r}{\frac {O_{ij}}{N}}} é a fração de observações do tipo j ignorando o atributo das linhas (fração dos totais das colunas). O termo "frequências" refere-se aos números absolutos mais do que valores já normalizados.
O valor da estatística de teste é
{\displaystyle {\begin{aligned}\chi ^{2}&=\sum _{i=1}^{r}\sum _{j=1}^{c}{\frac {(O_{ij}-E_{ij})^{2}}{E_{ij}}}\\&=N\sum _{i,j}p_{i}p_{j}\left({\frac {(O_{ij}/N)-p_{i.}p_{.j}}{p_{i.}p_{.j}}}\right)^{2}\end{aligned}}}
Note que {\displaystyle \chi ^{2}} é 0 se e somente se {\displaystyle O_{ij}=E_{ij}\forall i,j}, isto é, somente se o valor esperado e o valor observado for igual em todas as células.